# Орден Кім Ір Сена
Орден Кім Ір Сена (кор. 김일성훈장) — найвища державна нагорода КНДР.

## Історія

Орден до редизайну в 2012 році

Заснований до шістдесятиріччя Кім Ір Сена (тобто ще за його життя), в 1972 році, за пропозицією Кім Чен Іра одночасно з «Кімірсенівською премією».
Сам Кім Чен Ір був нагороджений цим орденом чотири рази: у 1978, 1982, 1992 та 2012 роках(останне було посмертним).
Орденом нагороджуються також установи та організації, зокрема, освітні установи: Університет імені Кім Ір Сена, середня школа № 1 Моранбонського району м. Пхеньяна, а також промислові підприємства — наприклад, Пхеньянський електровозобудівний завод.
У 2024 році, було нагородження президента рф володимира путіна, це нагородження суперечить офіційному закону КНДР про державні нагороди адже Підставою для нагороди є:
Особливі випадки у справі реалізації революційного курсу країни, будівництва і процвітання держави.
президент рф, не відноситься ні до одного з громадян або чиновників КНДР якими нагороджуются данним Орденом та немає ніякого відношення до втілення державної ідеології КНДР  ("...реалізації революційного курсу країни..") або її розвитком ("...будівництва і процвітання держави"). 